# Boulevard Maillot
Le boulevard Maillot est une voie de la commune de Neuilly-sur-Seine.

## Situation et accès

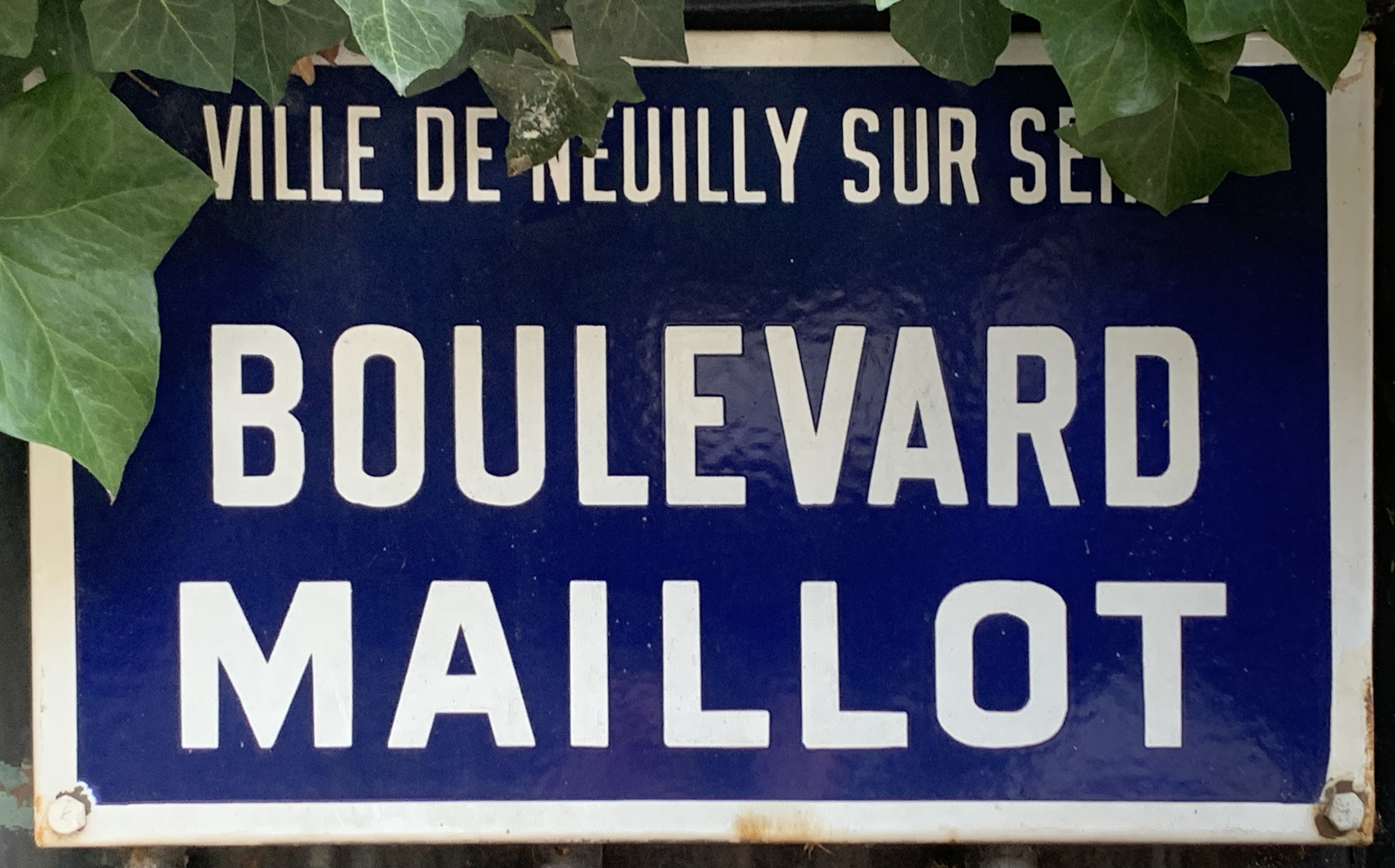
Plaque Boulevard Maillot.

Orienté ouest-est, il commence au niveau du boulevard André-Maurois (donnant sur la porte Maillot) et finit boulevard des Sablons, où il est prolongé par le boulevard Maurice-Barrès. Seulement loti sur son trottoir nord, bordé de marronniers, il forme la séparation du bois de Boulogne et de Neuilly.
Le boulevard Maillot est accessible par les stations de métro Les Sablons et Porte Maillot sur la ligne 1 du métro de Paris.

## Origine du nom

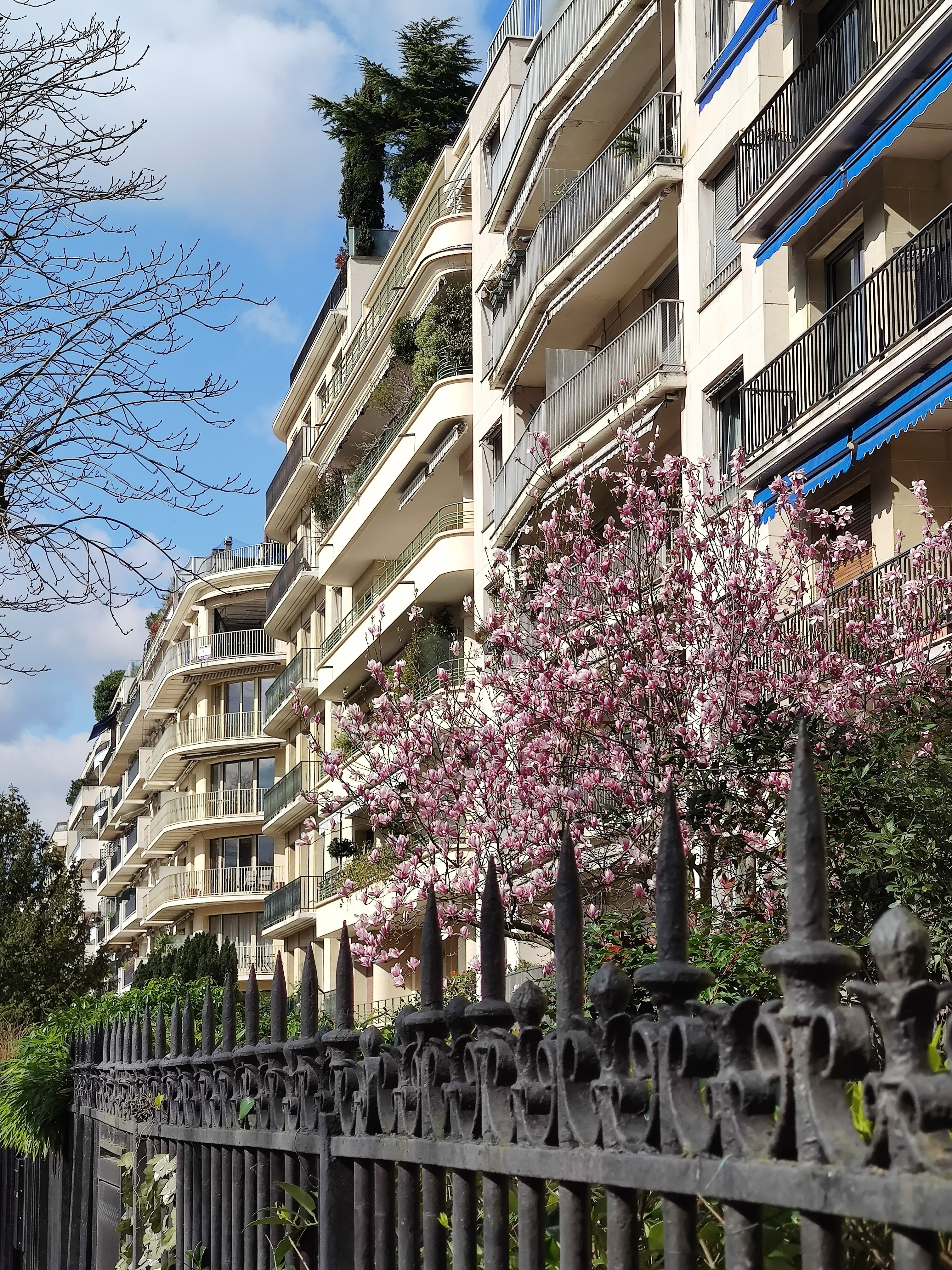
Immeubles de la rue.

Comme pour la porte Maillot, l'origine de ce nom, bien qu'incertaine, pourrait être la révolte des Maillotins qui eut lieu en 1382, lors d'un rétablissement de taxes sur les denrées de première nécessité.

## Historique
Anciennement appelé boulevard « avenue des Érables », il devient boulevard Maillot. Une partie du boulevard prend le nom de boulevard Maurice-Barrès par délibération du conseil municipal le 27 décembre 1928. L'écrivain et homme politique Maurice Barrès (1862-1923) y a longtemps habité dans un hôtel particulier. 

Le boulevard Maillot autrefois.
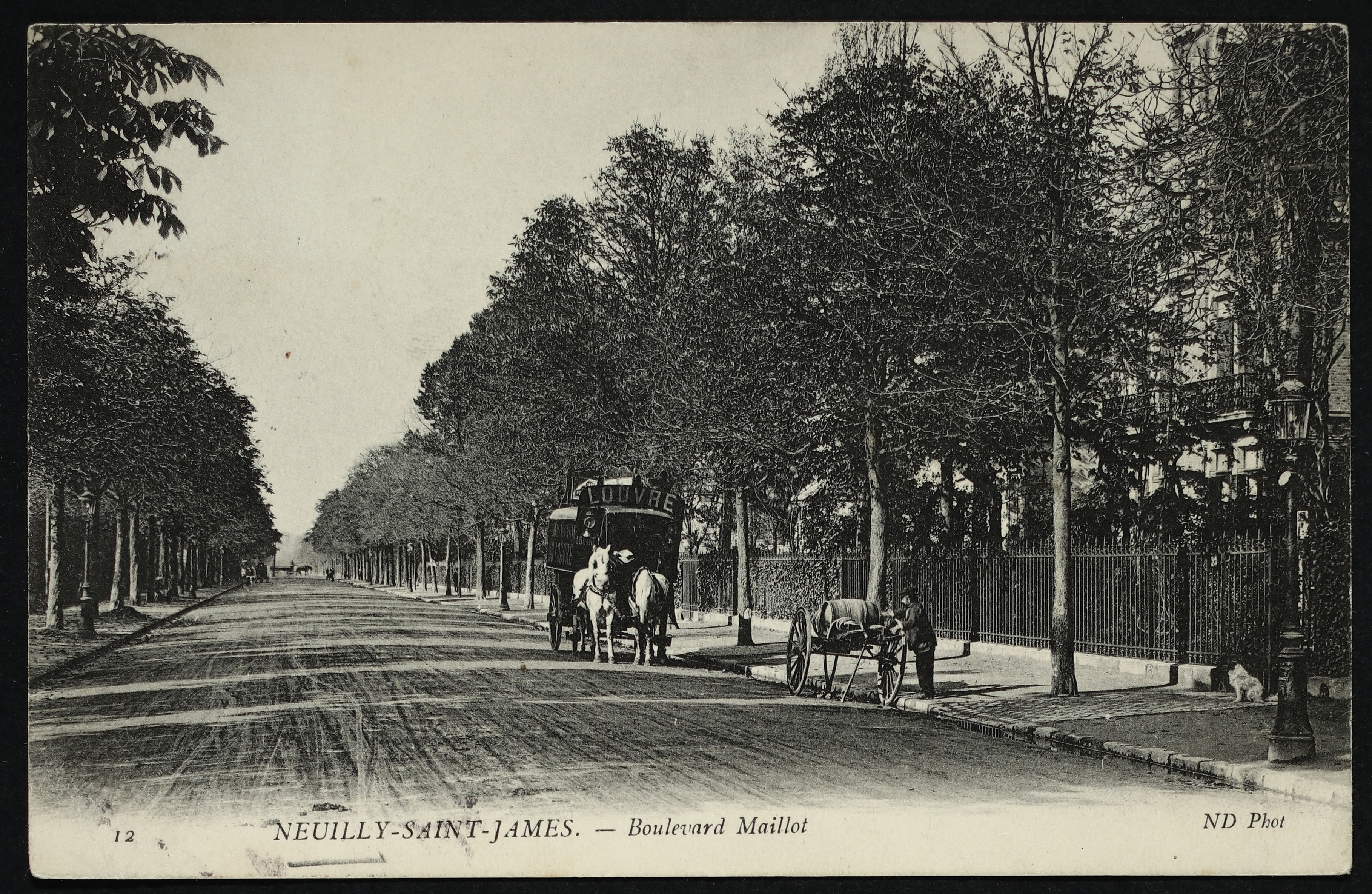
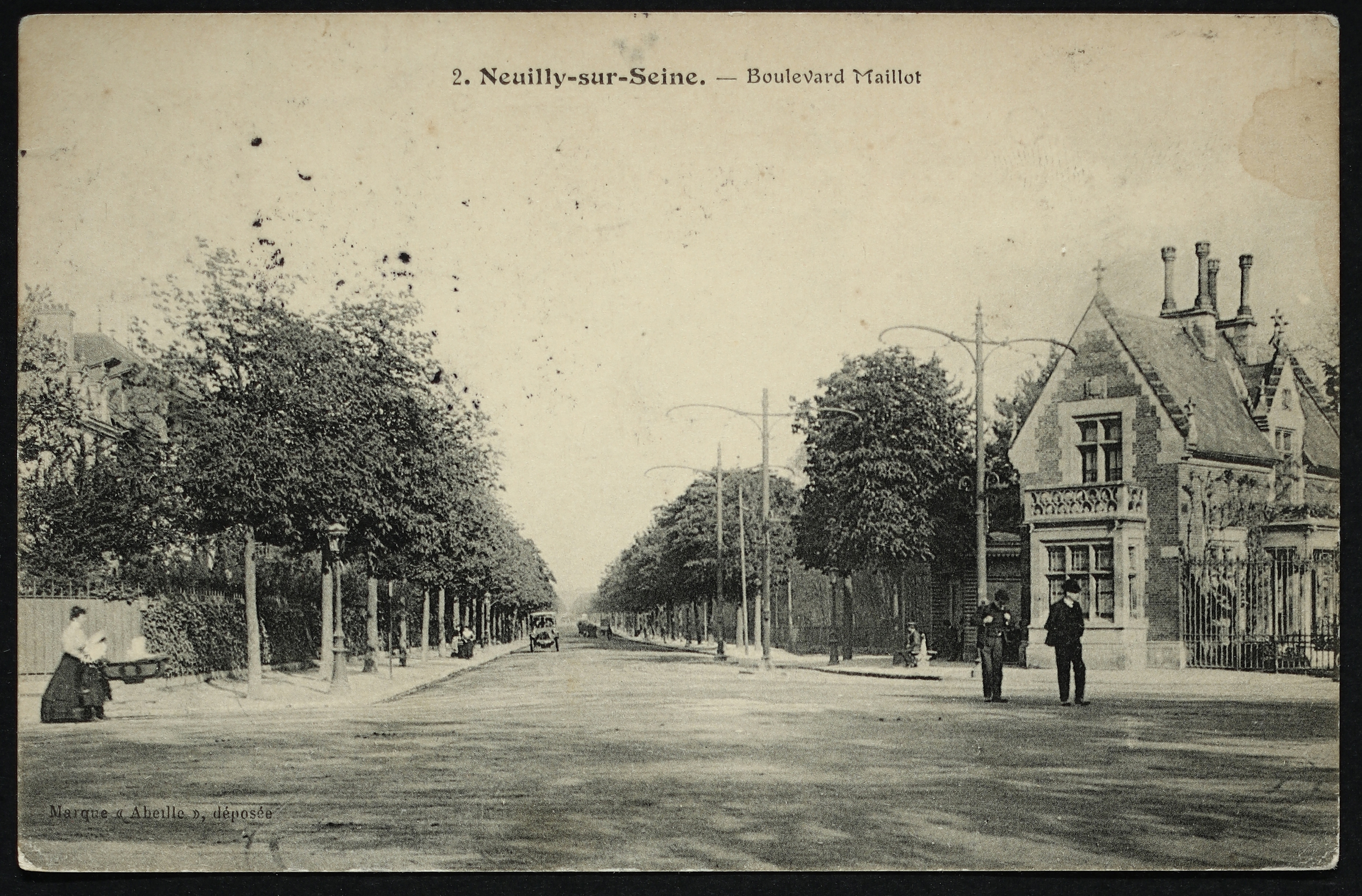
Au coin du boulevard Maillot et du boulevard des Sablons, vers 1900[5].
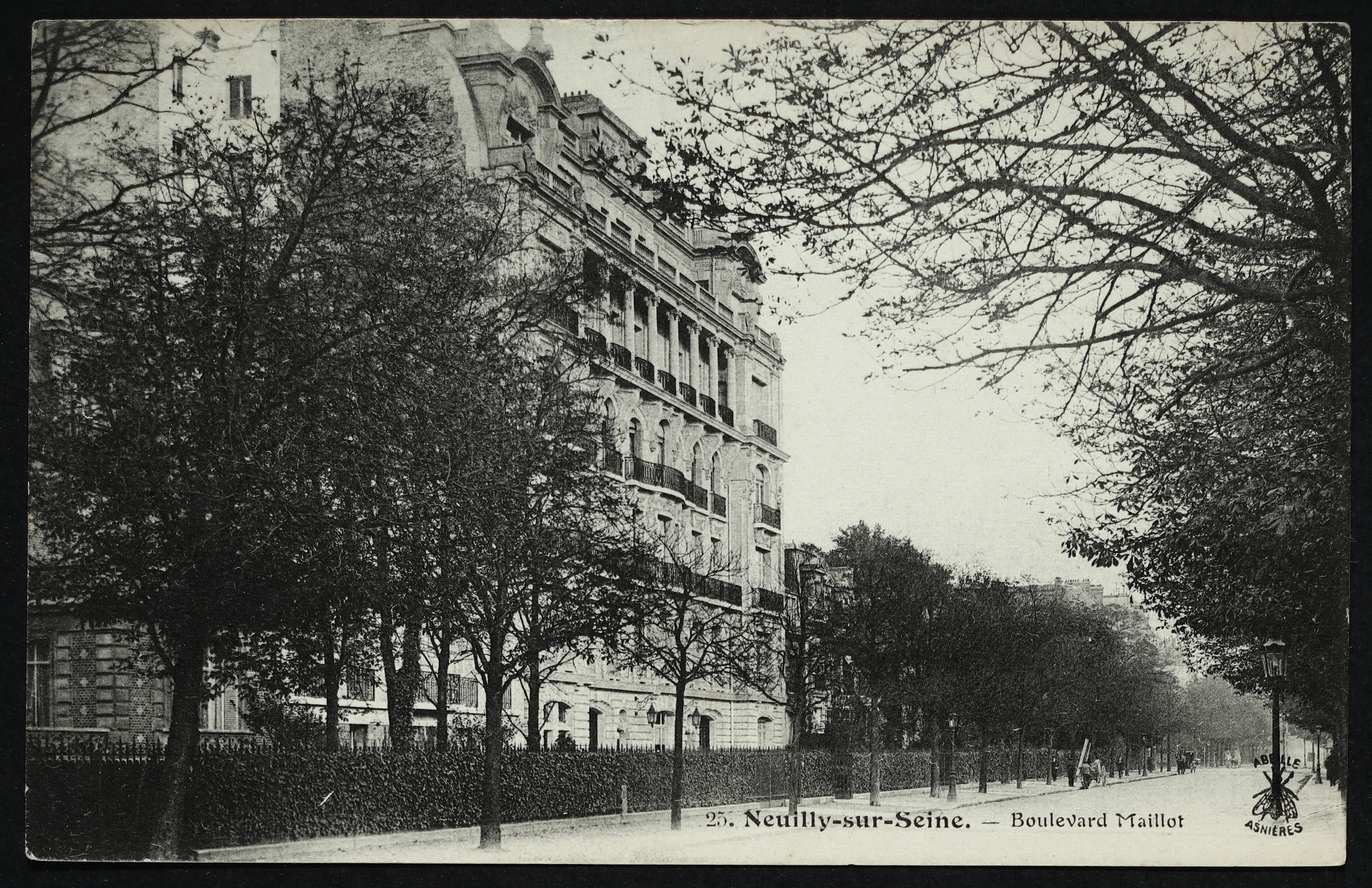
Aujourd'hui 68, boulevard Maurice-Barrès.

## Bâtiments remarquables et lieux de mémoire
- Jardin d'acclimatation.
- Bois de Boulogne.
- No 8 bis : immeuble de style Art déco construit par l'architecte Henri Sauvage[6] en 1926. Les ferronneries sont l’œuvre de Raymond Subes[7].
- No 26 : résidence pour personnes âgées gérée par la Société philanthropique - Fondation Marthe-Andrée Lucas.

No 8 bis.
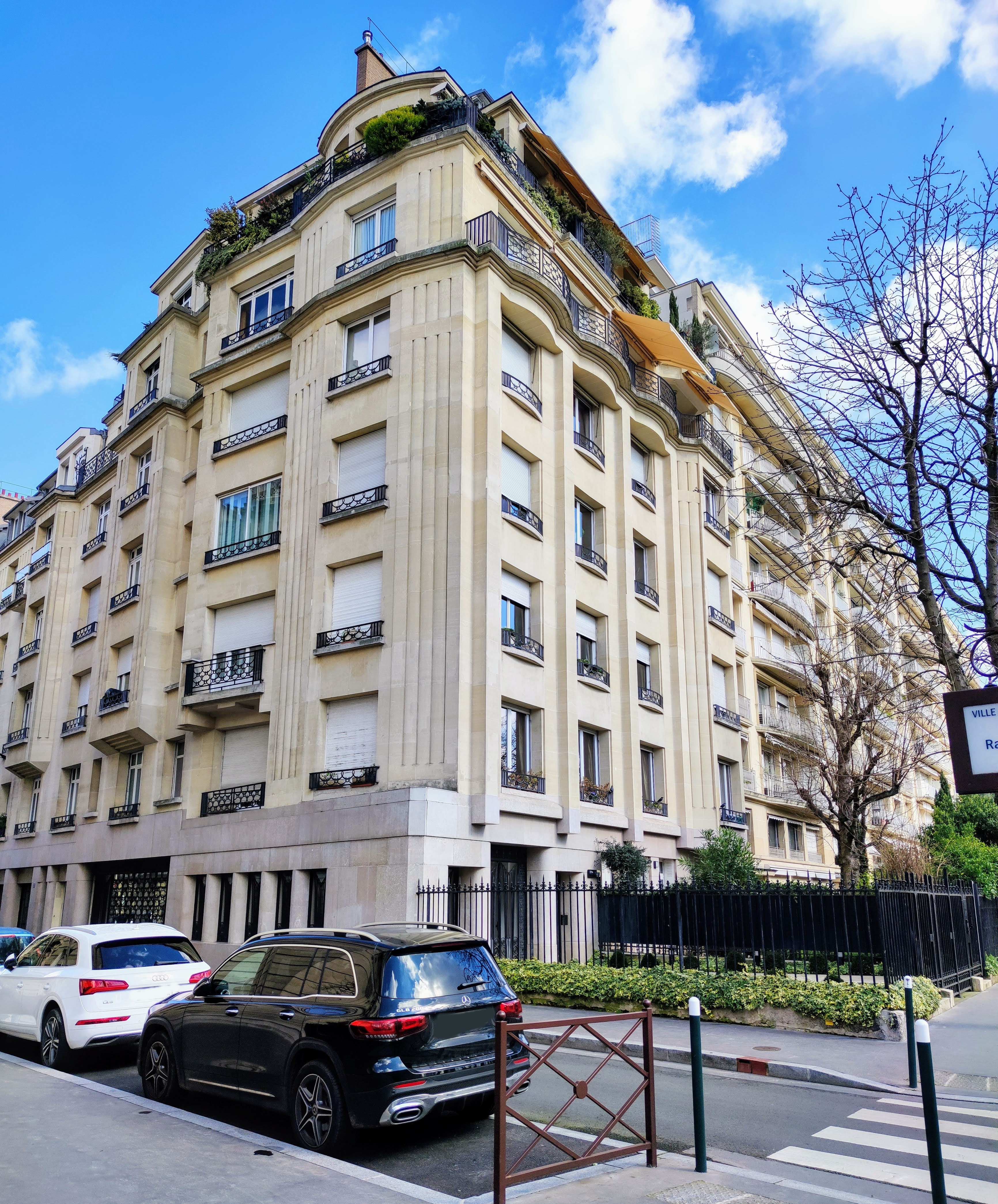
Vue d’ensemble.
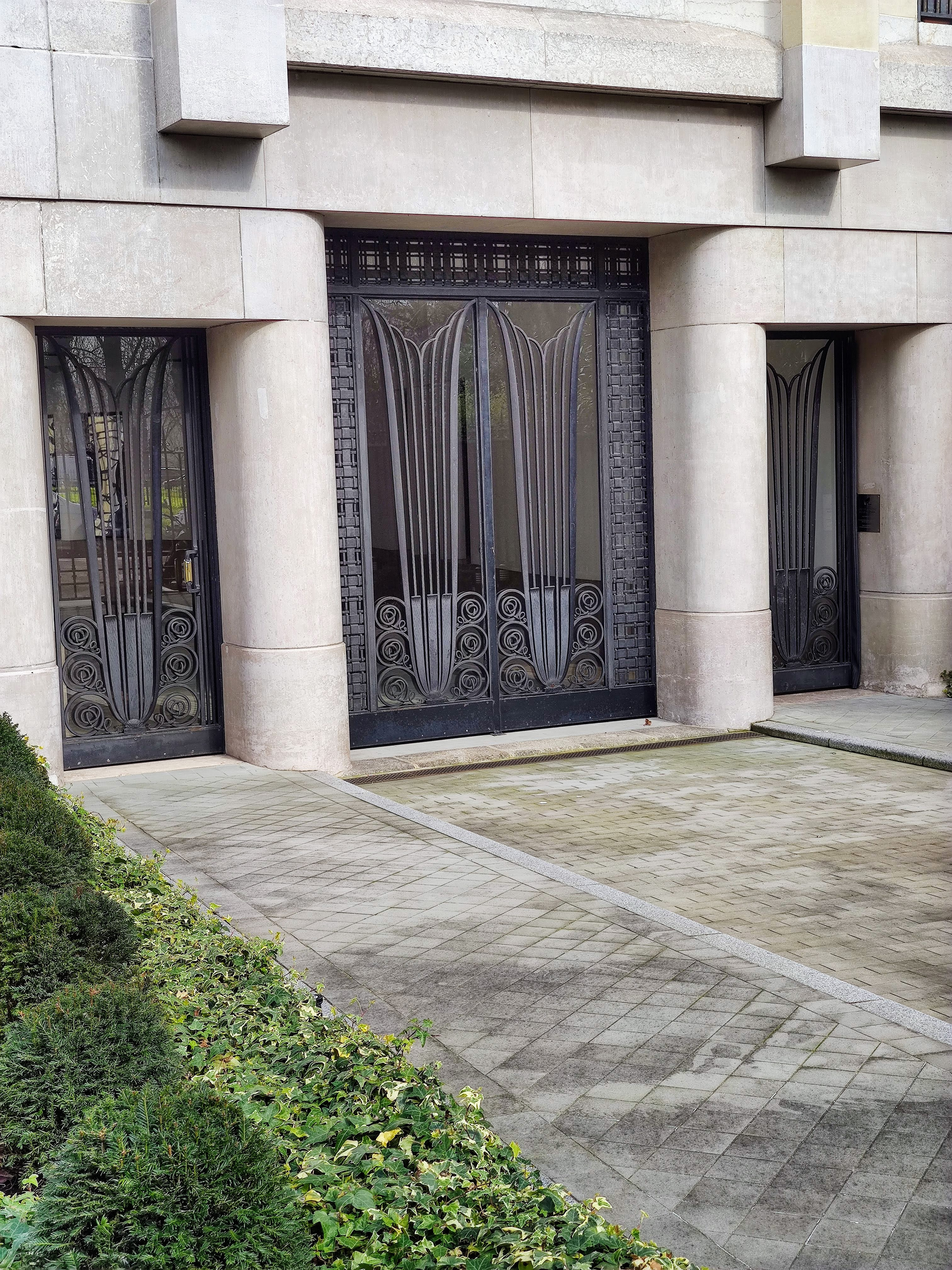
Entrée.

### Bâtiments démolis

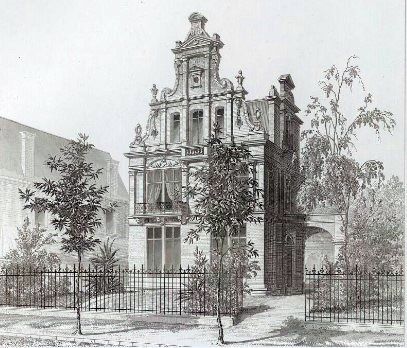
No 34.

- No 34 : hôtel particulier construit par César Daly[8]. En 1894, le mobilier en est mis en vente « pour cause de départ » : salons en tapisserie et en soirie Louis XIV et Louis XVI, salle à manger gothique et Premier Empire, etc[9].